# D Ream
Artikelns titel kan av tekniska skäl inte återges korrekt. Den korrekta titeln är D:Ream.
D:Ream var en irländsk pop- och rockgrupp från 90-talet. De hade en stor hit med låten Things Can Only Get Better 1993.
Gruppen släppte under sin första aktiva period två studioalbum (D:Ream On Volume 1 och World) samt tio singlar. Bandet, som ursprungligen bestod av sångaren och låtskrivaren Peter Cunnah och musikanten Al Mackenzie expanderade med trummisen Mark Roberts och dåvarande keybordisten Brian Cox medan denne doktorerade i fysik.
Efter att Cunnah och Mackenzie slumpartat träffats många år efter att bandet först splittrades har ett nytt album (In Memory Of...) på gång att släppas under 2010.